# Гордон, Аарон Эддисон
Аарон Эддисон Гордон (англ. Aaron Addison Gordon; род. 16 сентября 1995 года в Сан-Хосе, Калифорния, США) — американский профессиональный баскетболист, выступающий за команду Национальной баскетбольной ассоциации «Денвер Наггетс». На студенческом уровне в течение одного сезона выступал за команду «Аризона Уайлдкэтс». На драфте НБА 2014 года был выбран «Орландо Мэджик» в первом раунде под общим 4-м номером. Играет на позиции тяжёлого форварда.

## Средняя школа

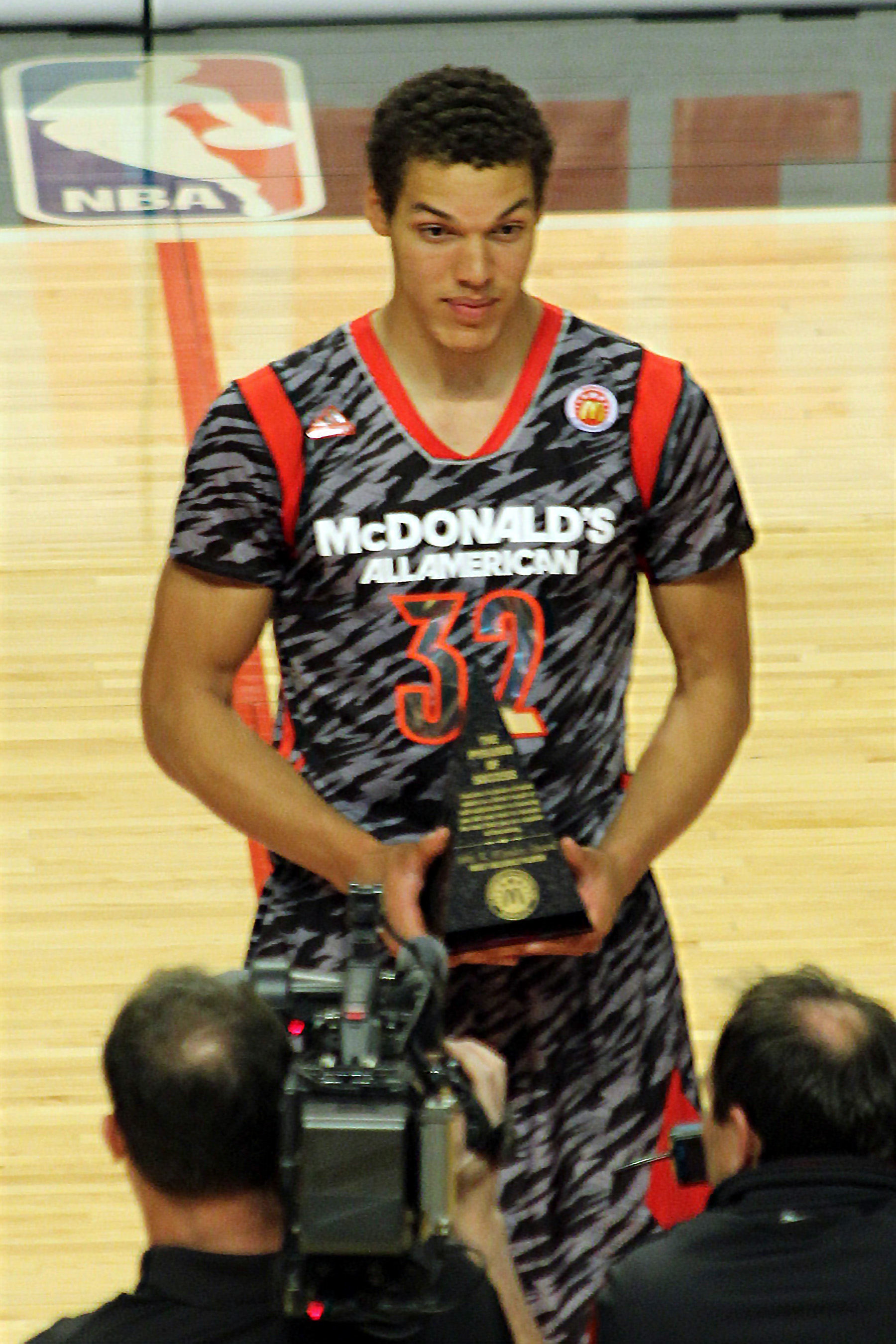
Гордон назван MVP McDonald’s All-American Game

Гордон учился в средней школе Митти в Калифорнии и выиграл два чемпионата второго дивизиона на 2-м и 3-м сезонах. Он играл и защищался на всех пяти позициях в средней школе. Аарон Гордон привел Митти к третьему подряд решающему матчу, но его команда уступила открытом финале дивизиона. За четыре года обучения в Митти он набрал 2386 очков и сделал 1666 подборов.

### Первый год
В дебютном сезоне 2009/2010 Аарон Гордон принял участие в 28 играх из 41, в которых в среднем за игру набирал 11,8 очков, делал 10,1 подборов и 2,1 блок-шота. Аарон также принимал участия в соревнованиях за команду школы по лёгкой атлетике как метатель и играл летом в баскетбол за «Окленд Солдэрз».

### Второй год
Во втором сезоне 2010/2011 он помог выиграть Митти первый титул по баскетболу в штате. Его команда финишировала с 32 победами при 2 поражениях и выиграла подряд последние 20 матчей. Гордон принял участие во всех играх команды, в которых в среднем за игру набирал 16,4 очков, делал 12,5 подборов и 3,6 блок-шота. В решающем матче он набрал 17 очков и рекордные для чемпионата 21 подбор.

### Третий год
В третьем сезоне 2011/2012 Аарон Гордон в среднем за игру набирал 22,9 очков, отдавал 2,6 передачи, делал 12,8 подборов и 2,3 блок-шота. В баскетбольном турнире штата Аарон набирал в среднем 27 очков до того, как у него обнаружили, что он играл с мононуклеозом. Аарон Гордон был выбран Мистер баскетбол Калифорнии 2012.

### Четвёртый год
В четвёртом сезоне 2012/2013 Аарон Гордон в среднем за игру набирал 21,6 очков, отдавал 2,1 передачи, делал 15,7 подборов и 3,3 блок-шота. Он был назван Mr.Basketball Калифорнии второй год подряд.

## Студенческая карьера
2 апреля 2013 на пресс-конференции перед McDonald's All-American Аарон Гордон объявил своё решение учиться в Аризонском университете. Его 24 очка и 8 подборов помогли команде Запада, за которую он выступал, победить в матче со счетом 110 на 99. Аарон Гордон был назван MVP матча. 13 февраля 2014 года Аарона включили в число 30 соискателей награды приза Нейсмита лучшему игроку года среди студентов. Он вошёл в первую сборную All-Pacific-12 и сборную новичков All-Pacific-12. Аарон Гордон стал новичком года All-Pacific-12.
15 апреля 2014 года стало известно, что Аарон Гордон примет участие в драфте НБА 2014.

## Профессиональная карьера

### Орландо Мэджик (2014—2021)
На драфте НБА 2014 года был выбран в 1-м раунде под 4-м номером командой «Орландо Мэджик». 2 июля 2014 года он подписал контракт с клубом. Он принимал участие в Летней лиге НБА 2014 в Орландо. После проведенных первых 11 игр в сезоне 2014/2015 Аарон Гордон сломал кость левой ноги 16 ноября 2014 года в проигранном матче против «Вашингтон Уизардс». Он возвратился на паркет 18 января 2015 года в матче против «Оклахома-Сити Тандер» после пропущенных 31 игры. 4 апреля 2015 года он впервые в карьере сделал дабл-дабл из 10 очков и 12 подборов в победном матче против «Милуоки Бакс»
В июле 2015 года Аарон Гордон принимал участие в 3 матчах Летней лиге НБА 2015 в Орландо. В среднем за игру на счета Гордона было 21,7 очка, 11,7 подборов. 4 ноября 2015 года он впервые в карьере набрал 19 баллов в графе результативность в проигранной встрече против «Хьюстон Рокетс». 31 января 2016 года в победном матче против «Бостон Селтикс» Аарон Гордон повторил свой рекорд карьеры по результативности из 19 очков и впервые в карьере взял 14 подборов в одном матче. В игре на следующий день против «Сан-Антонио Спёрс» он установил свой новый рекорд из 19 взятых подборов в матче.
Во время звёздного уик-энда НБА 2016 Аарон Гордон стал финалистом слэм-данк контеста. Его борьба в финальном раунде конкурса с двумя тай-брейками против Зака Лавина была достойна сравнения противостояния Майкла Джордана и Доминика Уилкинса в 1988 года. В одном из своих данков Аарон перепрыгнул через маскота «Орландо Мэджик» волшебного дракона Стаффа, проведя мяч под обе ноги.
25 февраля 2016 года в матче против «Голден Стэйт Уорриорз» Аарон Гордон в третий раз за карьеру набирает 19 очков. Спустя 3 дня впервые на его счету было 22 очка в выигранной игре против «Филадельфия 76». 13 апреля 2016 года в проигранном матче против «Шарлотт Хорнетс» Аарон повторил свой рекорд результативности из 22 очков.
14 декабря 2016 года в проигранном «Лос-Анджелес Клипперс» матче Гордон установил новый индивидуальный рекорд, набрав 33 очка. 18 февраля 2017 года он участвовал во втором подряд слэм-данк контесте, но не смог пройти первый раунд.
24 октября 2017 года Гордон набрал 41 очко, в том числе реализовав трёхочковый за 36 секунд до конца матча, позволив «Мэджик» одержать победу над «Бруклин Нетс».
Гордон занял второе место в слэм-данк контесте 2020 года, уступив Деррику Джонсу-младшему. В финальном раунде Гордон сделал данк через Тако Фалля ростом 226 сантиметров, но в итоге уступил Джонсу один балл. 28 февраля Гордон набрал свой первый в карьере трипл-дабл с 17 очками, 11 подборами и 12 передачами в победном матче против «Миннесота Тимбервулвз».
22 марта 2021 года стало известно, что Гордон запросил у «Мэджик» обмен.

### Денвер Наггетс (2023—настоящее время)
25 марта 2021 года Гордон и Гэри Кларк были обменяны в «Денвер Наггетс» на Гэри Харриса, Ар-Джея Хэмптона и будущий выбор в первом раунде драфта. 28 марта он дебютировал в победном матче против «Атланта Хокс», набрав 13 очков и 2 подбора за 21 минуту.
Во время сезона 2022/23 Гордон котировался экспертами как потенциальный кандидат на приглашение на Матч всех звезд НБА. Однако в итоге он не был выбран. В 1-й игре полуфинала Западной конференции Гордон набрал 23 очка, реализовав 9 из 13 бросков, из них 3 из 4 из трехочковых, 2 из 2 с линии штрафных бросков в победе над «Финикс Санз». В четвертой игре финала НБА 2023 года Гордон набрал максимальные в карьере 27 очков в плей-офф, реализовав 11 из 15 бросков, в победе над «Майами Хит». В пятой игре «Наггетс» победили со счетом 94-89 и стали чемпионами НБА. Спустя несколько часов после победы Гордон был замечен празднующим с болельщиками на улицах центра Денвера, всего в нескольких милях от «Болл-арены», и прошел со многими из них несколько кварталов.
22 октября 2024 года «Наггетс» и Гордон согласовали новый четырехлетний контракт на 133 млн долларов.
7 марта 2025 года Гордон реализовал семь трехочковых бросков и набрал 27 очков в матче против «Финикс Санз» (149:141). 26 апреля Гордон набрал 14 очков и сделал первый в истории плей-офф НБА победный данк (101:99) в 4 игре первого раунда против «Лос-Анджелес Клипперс». 5 мая он сделал дабл-дабл из 22 очков и 14 подборов, а также забросил победный трехочковый в 1 игре второго раунда против «Оклахома-Сити Тандер» (121:119). 9 мая Гордон набрал 22 очка, включая решающий трехочковый в конце основного времени, что позволило «Наггетс» выйти вперед в серии.

## Карьера в национальной сборной
Гордон привел команду США к золотой медали Чемпионата Америки ФИБА 2011 года среди игроков до 16 лет, набирая 17,0 очка, 11,2 подбора и 3,2 блока за игру. Затем он стал MVP чемпионата мира ФИБА до 19 лет, который проходил в Праге в 2013 году, и привел сборную США к золотой медали, набирая 16,2 очка и 6,2 подбора за игру, а также попадая 61,2 процента бросков с игры. Он также был включен в состав второй сборной США 2011/12 и участвовал в сборах второй сборной.

## Личная жизнь
Гордон — сын бывшей баскетбольной звезды Университета Сан-Диего Стэйт Эда Гордона, афроамериканца, и Шелли Дэвис-Гордон, белой американки. Прадед Гордона, коренной американец, индеец осейдж, был ростом семь футов (примерно 213 см.). Старший брат Гордона, Дрю (1990—2024), также был профессиональным баскетболистом. Его старшая сестра, Элайза, играла за женскую баскетбольную команду Гарварда с 2010 по 2014 год. В восьмилетнем возрасте Гордон квалифицировался для участия в беге на 100 и 200 метров на юниорских Олимпийских играх, но вместо этого предпочёл играть в баскетбольном турнире.
Гордон дебютировал в фильме «Дядя Дрю», который был выпущен в июне 2018 года, в роли Каспера.
7 апреля 2020 года Гордон выпустил свой дебютный сингл «Pull Up» совместно с Moe.
Гордон подписал соглашение о партнёрстве с ведущим китайским спортивным брендом 361º в 2020 году. Он станет новым лицом баскетбольного подразделения компании. Многолетнее партнёрство будет включать в себя фирменную линию обуви и одежды Гордона, а также оказание поддержки благотворительным инициативам и фондам Гордона.
Гордон, сопобедитель премии 2019 года Rich and Helen DeVos Community Enrichment, недавно внёс финансовый вклад в Фонд образования для бездомных при Фонде государственных школ округа Ориндж (Флорида) в надежде помочь детям, пострадавшим от отмены занятий школьными округами после пандемии коронавируса, охватившей земной шар.

## Статистика

### Статистика в НБА
| Сезон                                                                                    | Команда | Регулярный сезон | Регулярный сезон | Регулярный сезон | Регулярный сезон | Регулярный сезон | Регулярный сезон | Регулярный сезон | Регулярный сезон | Регулярный сезон | Регулярный сезон | Регулярный сезон | Серия плей-офф | Серия плей-офф | Серия плей-офф | Серия плей-офф | Серия плей-офф | Серия плей-офф | Серия плей-офф | Серия плей-офф | Серия плей-офф | Серия плей-офф | Серия плей-офф |
| Сезон                                                                                    | Команда | GP               | GS               | MPG              | FG%              | 3P%              | FT%              | RPG              | APG              | SPG              | BPG              | PPG              | GP             | GS             | MPG            | FG%            | 3P%            | FT%            | RPG            | APG            | SPG            | BPG            | PPG            |
| ---------------------------------------------------------------------------------------- | ------- | ---------------- | ---------------- | ---------------- | ---------------- | ---------------- | ---------------- | ---------------- | ---------------- | ---------------- | ---------------- | ---------------- | -------------- | -------------- | -------------- | -------------- | -------------- | -------------- | -------------- | -------------- | -------------- | -------------- | -------------- |
| 2014/15                                                                                  | Орландо | 47               | 8                | 17,0             | 44,7             | 27,1             | 72,1             | 3,6              | 0,7              | 0,4              | 0,5              | 5,2              | Не участвовал  | Не участвовал  | Не участвовал  | Не участвовал  | Не участвовал  | Не участвовал  | Не участвовал  | Не участвовал  | Не участвовал  | Не участвовал  | Не участвовал  |
| 2015/16                                                                                  | Орландо | 78               | 37               | 23,9             | 47,3             | 29,6             | 66,8             | 6,5              | 1,6              | 0,8              | 0,7              | 9,2              | Не участвовал  | Не участвовал  | Не участвовал  | Не участвовал  | Не участвовал  | Не участвовал  | Не участвовал  | Не участвовал  | Не участвовал  | Не участвовал  | Не участвовал  |
| 2016/17                                                                                  | Орландо | 80               | 72               | 28,7             | 45,4             | 28,8             | 71,9             | 5,1              | 1,9              | 0,8              | 0,5              | 12,7             | Не участвовал  | Не участвовал  | Не участвовал  | Не участвовал  | Не участвовал  | Не участвовал  | Не участвовал  | Не участвовал  | Не участвовал  | Не участвовал  | Не участвовал  |
| 2017/18                                                                                  | Орландо | 58               | 57               | 32,9             | 43,4             | 33,6             | 69,8             | 7,9              | 2,3              | 1,0              | 0,8              | 17,6             | Не участвовал  | Не участвовал  | Не участвовал  | Не участвовал  | Не участвовал  | Не участвовал  | Не участвовал  | Не участвовал  | Не участвовал  | Не участвовал  | Не участвовал  |
| 2018/19                                                                                  | Орландо | 78               | 78               | 33,8             | 44,9             | 34,9             | 73,1             | 7,4              | 3,7              | 0,7              | 0,7              | 16,0             | 5              | 5              | 32,8           | 46,8           | 40,0           | 52,6           | 7,2            | 3,6            | 1,2            | 0,2            | 15,2           |
| 2019/20                                                                                  | Орландо | 62               | 62               | 32,5             | 43,7             | 30,8             | 67,4             | 7,7              | 3,7              | 0,8              | 0,6              | 14,4             | Не участвовал  | Не участвовал  | Не участвовал  | Не участвовал  | Не участвовал  | Не участвовал  | Не участвовал  | Не участвовал  | Не участвовал  | Не участвовал  | Не участвовал  |
| 2020/21                                                                                  | Орландо | 25               | 25               | 29,4             | 43,7             | 37,5             | 62,9             | 6,6              | 4,2              | 0,6              | 0,8              | 14,6             | Не участвовал  | Не участвовал  | Не участвовал  | Не участвовал  | Не участвовал  | Не участвовал  | Не участвовал  | Не участвовал  | Не участвовал  | Не участвовал  | Не участвовал  |
| 2020/21                                                                                  | Денвер  | 25               | 25               | 25,9             | 50,0             | 26,6             | 70,5             | 4,7              | 2,2              | 0,7              | 0,6              | 10,2             | 10             | 10             | 29,9           | 43,4           | 39,1           | 64,0           | 5,4            | 2,0            | 0,5            | 0,3            | 11,1           |
| 2021/22                                                                                  | Денвер  | 75               | 75               | 31,7             | 52,0             | 33,5             | 74,3             | 5,9              | 2,5              | 0,6              | 0,6              | 15,0             | 5              | 5              | 32,0           | 42,6           | 20,0           | 71,4           | 7,2            | 2,6            | 0,4            | 1,2            | 13,8           |
| 2022/23                                                                                  | Денвер  | 68               | 68               | 30,2             | 56,4             | 34,7             | 60,8             | 6,6              | 3,0              | 0,8              | 0,8              | 16,3             | 20             | 20             | 35,6           | 51,8           | 39,1           | 65,2           | 6,0            | 2,6            | 0,6            | 0,7            | 13,3           |
| 2023/24                                                                                  | Денвер  | 73               | 73               | 31,5             | 55,6             | 29,0             | 65,8             | 6,5              | 3,5              | 0,8              | 0,6              | 13,9             | 12             | 12             | 37,1           | 58,5           | 40,7           | 82,1           | 7,3            | 4,4            | 0,8            | 0,6            | 14,3           |
|                                                                                          | Всего   | 669              | 580              | 29,3             | 48,1             | 32,3             | 68,3             | 6,3              | 2,7              | 0,7              | 0,6              | 13,5             | 52             | 52             | 34,2           | 50,2           | 37,4           | 67,5           | 6,4            | 3,0            | 0,7            | 0,6            | 13,3           |
| Наведите курсор мыши на аббревиатуры в заголовке таблицы, чтобы прочесть их расшифровку. |         |                  |                  |                  |                  |                  |                  |                  |                  |                  |                  |                  |                |                |                |                |                |                |                |                |                |                |                |

### Статистика в NCAA
| Сезон | Команда | Conf   | Class | GP | GS | MPG  | FG%  | 3P%  | FT%  | RPG | APG | SPG | BPG | PPG  |
| --- | ------- | ------ | ----- | -- | -- | ---- | ---- | ---- | ---- | --- | --- | --- | --- | ---- |
| 2013/14 | Аризона | Pac-12 | FR    | 38 | 38 | 31,2 | 49,5 | 35,6 | 42,2 | 8,0 | 2,0 | 0,9 | 1,0 | 12,4 |
| Всего | Всего   | Всего  | Всего | 38 | 38 | 31,2 | 49,5 | 35,6 | 42,2 | 8,0 | 2,0 | 0,9 | 1,0 | 12,4 |
| Наведите курсор мыши на аббревиатуры в заголовке таблицы, чтобы прочесть их расшифровку Статистика приведена с сайта sports-reference.com |         |        |       |    |    |      |      |      |      |     |     |     |     |      |